# Glancz Sándor
Glancz Sándor (Budapest, 1908. július 14. – New York, 1974. január 17.) négyszeres világbajnok asztaliteniszező.
1925-től az NSC (Nemzeti Sport Club) asztaliteniszezője volt. 1926 és 1935 között összesen huszonnyolc alkalommal szerepelt a magyar válogatottban. Elsősorban a magyar csapat tagjaként, illetve párosban volt eredményes, a világbajnokságokon összesen tizennégy érmet szerzett. Legjobb egyéni eredménye az 1933-ban elért világbajnoki harmadik helyezés. Az aktív sportolást 1937-ben fejezte be. Visszavonulása után az Amerikai Egyesült Államokban telepedett le.

## Sporteredményei
- négyszeres világbajnok:
  - 1928, Stockholm: csapat (Bellák László, Jacobi Roland, Mechlovits Zoltán, Pécsi Dániel)
  - 1929, Budapest: csapat (Barna Viktor, Kelen István, Mechlovits Zoltán, Szabados Miklós)
  - 1933, Baden bei Wien:
    - férfi páros (Barna Viktor)
    - csapat (Barna Viktor, Boros István, Dávid Lajos, Kelen István)
- négyszeres világbajnoki 2. helyezett:
  - 1929, Budapest: férfi páros (Bellák László)
  - 1932, Prága: férfi páros (Bellák László)
  - 1933, Baden bei Wien: vegyes páros (Gál Magda)
  - 1934, Párizs:[2] férfi páros (Házi Tibor)
- hatszoros világbajnoki 3. helyezett:
  - 1928, Stockholm: férfi páros (Bellák László)
  - 1930, Berlin:
    - férfi páros (Bellák László)
    - vegyes páros (Gál Magda)

  - 1931, Budapest: vegyes páros (Gál Magda)
  - 1932, Prága: vegyes páros (Gál Magda)
  - 1933, Baden bei Wien: egyes
- háromszoros magyar bajnok:
  - egyes: 1927
  - férfi páros: 1928 (Bellák László)
  - csapat: 1927